# Jean-Jacques Hesse
Pour les articles homonymes, voir Hesse.
 (janvier 2015).
Si vous disposez d'ouvrages ou d'articles de référence ou si vous connaissez des sites web de qualité traitant du thème abordé ici, merci de compléter l'article en donnant les références utiles à sa vérifiabilité et en les liant à la section « Notes et références ».
Jean-Jacques Hesse, né le 17 mai 1584 à Wald et mort à la prison d'Othenbach en 1639, est un martyr anabaptiste suisse allemand. Il est le fils de Hans Heinrich Hess, huissier (1534-1587) et d'Adelheid Kuntz (1546-1585).  